# Верх-Ичинский сельсовет
Верх-Ичинский сельсовет — сельское поселение в Куйбышевском районе Новосибирской области Российской Федерации.
Административный центр — село Верх-Ича.

## История
Статус и границы сельского поселения установлены Законом Новосибирской области от 2 июня 2004 года № 200-ОЗ «О статусе и границах муниципальных образований Новосибирской области»

## Население
| 2002 | 2010 | 2012 | 2013 | 2014 | 2015 | 2016 |
| ---- | ---- | ---- | ---- | ---- | ---- | ---- |
| 741  | ↘518 | ↘483 | ↘459 | ↘438 | ↘411 | ↘388 |
| 2017 | 2018 | 2019 | 2020 | 2021 |      |      |
| ↘373 | ↘352 | ↘340 | ↘319 | ↘311 |      |      |

## Состав сельского поселения
| № | Населённый пункт | Тип населённого пункта       | Население |
| - | ---------------- | ---------------------------- | --------- |
| 1 | Верх-Ича         | село, административный центр | ↘396      |
| 2 | Михайловка 1-я   | деревня                      | ↘67       |
| 3 | Новогребенщиково | деревня                      | ↘2        |
| 4 | Ярково           | деревня                      | ↘53       |